# Audrey Totter

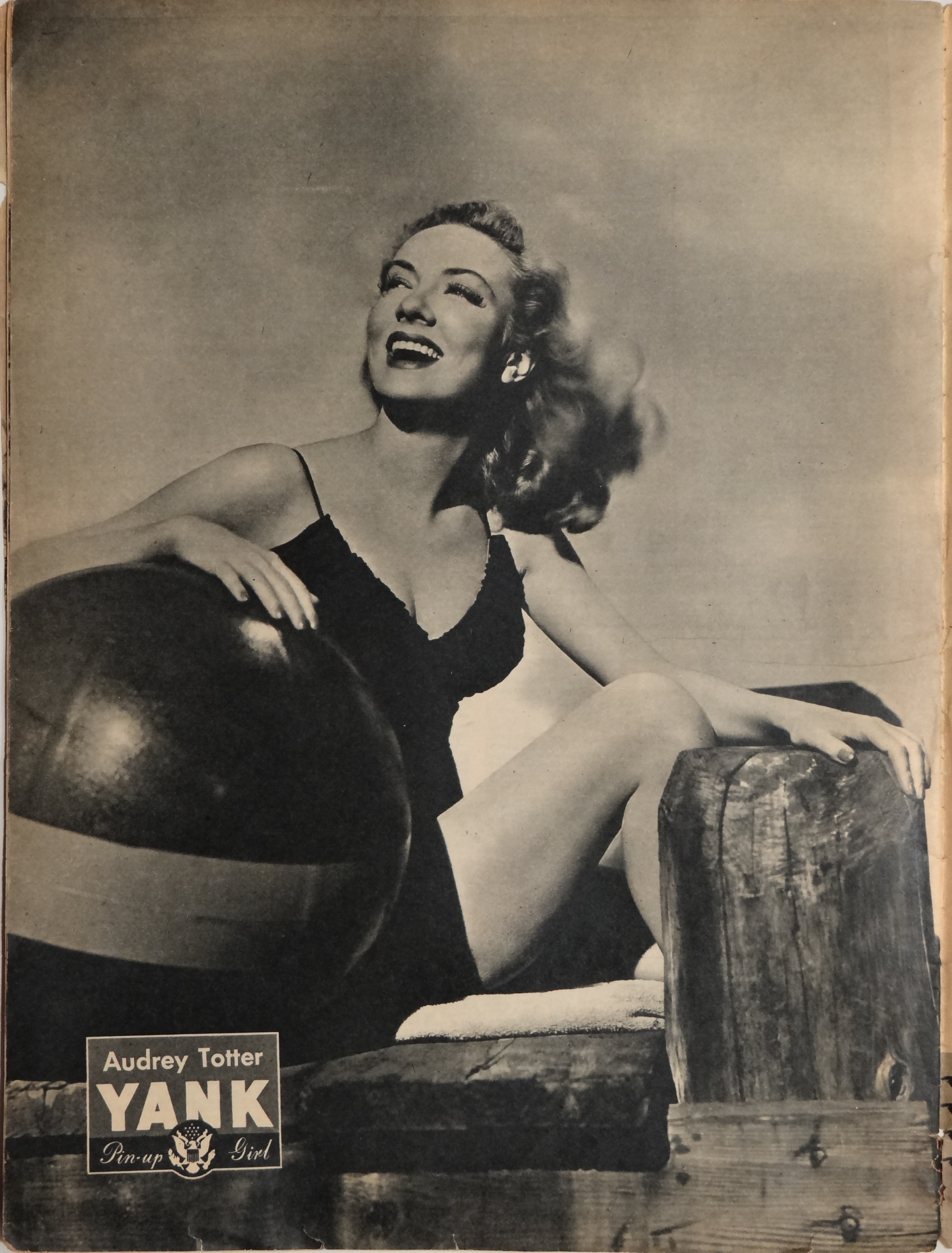
Pin-up-Foto von Audrey Totter für das Wochenmagazin Yank, the Army Weekly (1945)

Audrey Totter (* 20. Dezember 1918 in Joliet, Illinois; † 12. Dezember 2013 in Woodland Hills, Los Angeles, Kalifornien) war eine US-amerikanische Schauspielerin.

## Leben
Audrey Totter begann ihre Karriere im Rundfunk, wurde von der Filmproduktionsgesellschaft Metro-Goldwyn-Mayer unter Vertrag genommen und gab 1945 in Main Street After Dark ihr Leinwanddebüt. Im Netz der Leidenschaften war der erste einer Reihe von Film noir, in denen sie auftrat und die heute zu ihren bekanntesten Filmen zählen, darunter Die Dame im See, Der Unverdächtige, Ring frei für Stoker Thompson und Zum Zerreißen gespannt. Totter gehörte zu den Darstellerinnen, die für die Rolle der „Kitty Lester“ in Robert Siodmaks Rächer der Unterwelt im Gespräch waren, ehe diese an Ava Gardner vergeben wurde und Gardner über Nacht bekannt machte. Ab Anfang der 1950er Jahre, nach dem  Ende ihres Vertrags mit MGM, verlegte sie sich zusehends auf Auftritte in Fernsehserien wie Alfred Hitchcock präsentiert, Tausend Meilen Staub und Die Leute von der Shiloh Ranch. Das letzte Mal trat sie 1987 in der Serie Mord ist ihr Hobby (in der Folge Old Habits Die Hard) vor die Kamera.
Audrey Totter war von 1953 bis zu dessen Tod mit dem Arzt Leo Fred verheiratet.

## Filmografie (Auswahl)
- 1945: Main Street After Dark
- 1945: Gefährliche Partnerschaft (Dangerous Partners)
- 1945: The Sailor Takes a Wife
- 1946: Im Netz der Leidenschaften (The Postman Always Rings Twice)
- 1946: The Cockeyed Miracle
- 1947: Die Dame im See (Lady in the Lake)
- 1947: The Beginning or the End
- 1947: Der Unverdächtige (The Unsuspected)
- 1947: Anklage: Mord (High Wall)
- 1948: The Saxon Charm
- 1949: Der Agent aus der Hölle (Alias Nick Beal)
- 1949: Ring frei für Stoker Thompson (The Set-Up)
- 1949: Zum Zerreißen gespannt (Tension)
- 1949: Hoher Einsatz (Any Number Can Play)
- 1951: Das Herz einer Mutter (The Blue Veil)
- 1951: Mädchen im Geheimdienst (FBI Girl)
- 1951: Die Mündung vor Augen (Under the Gun)
- 1952: Budapest antwortet nicht (Assignment – Paris!)
- 1952: Verkauft und verraten (The Sellout)
- 1953: Am Tode vorbei (The Woman They Almost Lynched)
- 1953: Der Mann im Dunkel (Man in the Dark)
- 1955: Revolte im Frauenzuchthaus (Women’s Prison)
- 1955: Akte XP 15 (A Bullet for Joey)
- 1955: Der letzte Indianer (The Vanishing American)
- 1958: Jede Kugel trifft (Man or Gun)
- 1964: Die Unersättlichen (The Carpetbaggers)
- 1965: Harlow